# James Whale
James Whale (* 22. Juli 1889 in Dudley, Worcestershire, England; † 29. Mai 1957 in Hollywood, Kalifornien) war ein britischer Regisseur. Obwohl er auch Filme für andere Genres drehte, ist er vor allem durch seine Horrorfilme Frankenstein, Das Haus des Grauens, Der Unsichtbare und Frankensteins Braut bekannt. Er gilt als Vater des klassischen Hollywood-Horrorfilms.

## Biografie

### Ausbildung und Regiedebüt
James Whale wurde 1889 im englischen Dudley als sechstes von sieben Kindern des Hochofenarbeiters William Whale und seiner Ehefrau Sarah, einer Krankenschwester, geboren. Während seine Kindheit in den West Midlands von der Armut der Familie geprägt war, entschloss er sich, nicht wie seine Brüder als Arbeiter in der örtlichen Schwerindustrie Fuß zu fassen. Whale fand Anstellung als Cartoonist bei der Zeitschrift The Bystander. Während des Ersten Weltkriegs fiel Whale als Unteroffizier 1917 in deutsche Gefangenschaft und verbrachte das letzte Kriegsjahr in einem Lager in Holzminden. Dort entdeckte er auch seine Leidenschaft für das Theater. Nach einigen Versuchen als Schauspieler, unter anderem beim Birmingham Repertory Theatre, begann er schließlich als Bühnenregisseur zu arbeiten.
Im Jahr 1928 hatte James Whale unerwartet seinen ersten großen Erfolg als Regisseur. Seine Inszenierung, bei der er auch die Bühnendekoration entwarf, von R. C. Sherriffs Anti-Kriegsdrama Journey's End mit dem damals noch unbekannten Laurence Olivier in der Hauptrolle brachte es am Londoner West End Theatre auf sechshundert Aufführungen. Im selben Jahr führte Whale Regie und entwarf die Dekoration für die Theaterstücke Fortunato and the Lady from Alfaqueque und The Dreamers mit u. a. John Gielgud, ehe er eingeladen wurde, Journey's End 1929 am Broadway zu inszenieren. Das Stück war auch in den USA erfolgreich und Whale schaffte den Sprung zum Film als Dialog-Regisseur bei Melville W. Browns The Love Doctor mit Richard Dix in der Hauptrolle. Es folgte die Regie bei den Bühneninszenierungen von R. C. Sherriffs Badger's Green und den zwei Einaktern The Violet und One Two Three aus der Feder von Ferenc Molnár.

### Karriere in Hollywood
Anfang 1930 unterschrieb James Whale einen Vertrag als Regisseur für Universal. Seinen ersten Film inszenierte er mit der Adaption des Theaterstücks Journey's End. Ebenfalls im Jahr 1930 war Whale als Dialog-Regisseur für einige Innenaufnahmen von Howard Hughes’ seinerzeit 3,95 Mio. US-Dollar teurem Tonfilm Hell's Angels zuständig. 1931 folgte Waterloo Bridge, die Verfilmung des gleichnamigen Theaterstückes von Robert E. Sherwood. Der Film erzählt die tragische Romanze zwischen einem kanadischen Soldaten, der sich während seines Aufenthaltes in London in eine Engländerin verliebt, ohne zu ahnen, dass sie eine Prostituierte ist.
Der Durchbruch folgte im selben Jahr, als dem französischen Regisseur Robert Florey die Regie bei Frankenstein, der Verfilmung des gleichnamigen Romans von Mary Shelley, entzogen wurde und Universal James Whale als Nachfolger verpflichtete. Whale bestand darauf, Colin Clive den Part des Dr. Frankenstein zu überlassen. Die Rolle des Monsters, für die ursprünglich der Dracula-Darsteller Bela Lugosi im Gespräch gewesen war, bekleidete der 42-jährige britische Theater- und Filmschauspieler William Henry Pratt alias Boris Karloff. Die auf 291.000 US-Dollar geschätzte Produktion spielte einen hohen Profit ein und gilt bis heute als einer der bedeutendsten Horrorfilme. Frankenstein, der seinem angsteinflößenden Hauptdarsteller nicht zuletzt durch das Weglassen des Namens im Vorspann eine zusätzliche geheimnisvolle Aura einbrachte, machte Boris Karloff über Nacht zum Star und James Whale zu einem der führenden Regisseure der Universal Studios.
Nach dem großen Erfolg von Frankenstein beharrte das Filmstudio Universal darauf, Whale mit weiteren Stoffen für Horrorfilme zu betrauen. Nach dem Drama Impatient Maiden kam Whale den Wünschen seines Arbeitgebers nach und inszenierte 1932 den Horrorfilm Das Haus des Grauens nach einem Roman von John Boynton Priestley. Hier agierte erneut Boris Karloff in der Hauptrolle als bestialischer Diener, der eine Gruppe von Reisenden in einem walisischen Landhaus in Angst und Schrecken versetzt. Nach dem Mysteryfilm The Kiss Before the Mirror mit Nancy Carroll, Frank Morgan, Paul Lukas und Gloria Stuart in den Hauptrollen folgte 1933 mit Der Unsichtbare erneut ein großer Publikumserfolg, der heute ebenfalls als Klassiker des Horrorgenres gilt. In der Verfilmung eines Romans von H. G. Wells spielt Claude Rains in seinem US-Filmdebüt einen Wissenschaftler, der durch eine entwickelte Formel zum unsichtbaren, geisteskranken Mörder mutiert. Mit dem 1935 entstandenen Frankensteins Braut, in dem Elsa Lanchester an der Seite von Boris Karloff die Titelrolle bekleidet, konnte sich Whale bis heute den Ruf als einer der bedeutendsten Regisseure des Horrorgenres bewahren, auch wenn er nach der Fortsetzung von Frankenstein nicht mehr an vorangegangene Erfolge anknüpfen konnte.

### Karriereende und spätere Jahre
Nach der Produktion des von James Whale persönlich favorisierten Films Show Boat, der Adaption von Oscar Hammersteins gleichnamigem Musical mit Irene Dunne und Allan Jones in den Hauptrollen, wechselte aufgrund von finanziellen Problemen die Führung bei den Universal Pictures. Das Filmstudio schaffte es zwar, den Bankrott abzuwenden, doch der Leiter und Gründer der Universal, Carl Laemmle, der Whale bei seinen Filmen stets freie Hand gelassen hatte, musste seinen Posten räumen, und die Standard Capital Company übernahm das Unternehmen. 1937 drehte Whale das Kriegsdrama The Road Back, eine Fortsetzung des erfolgreichen Vorgängers Im Westen nichts Neues, das auf Erich Maria Remarques Nachfolgeroman Der Weg zurück basiert. Der Film war bereits während der Produktion wegen deutschfeindlicher Tendenzen aufs heftigste von dem deutschen Konsul Georg Gyssling kritisiert worden. Tatsächlich hatte Whale den starken anti-nationalsozialistischen Ton des Romans für die Adaption übernommen, woraufhin der neue Chef der Universal Pictures, Charles R. Rogers, die Konsequenzen zog. Aus Angst, der Film könnte in Europa nur wenig Gewinn einbringen, wurde der Regisseur von den Dreharbeiten entbunden. Ebenfalls wurden nachträglich einundzwanzig Szenen herausgeschnitten. Für James Whale stellte The Road Back die letzte Großproduktion dar, bei der er Regie führte, und er wurde in den Jahren 1937 und 1938 an die konkurrierenden Filmstudios Warner Bros. und MGM ausgeliehen, für die er die Romantikkomödie The Great Garrick mit Olivia de Havilland und Brian Aherne bzw. das Drama Port of Seven Seas mit Wallace Beery und Frank Morgan inszenierte. Whales letzter Film für die Universal war der Abenteuerfilm Die grüne Hölle mit Douglas Fairbanks Jr. und Joan Bennett. Seinen zwanzigsten und letzten Spielfilm They Dare Not Love über einen österreichischen Prinzen, der vor den Nationalsozialisten ins Exil flieht und dort beschließt, gegen das Regime zu kämpfen, stellte Whale nicht mehr fertig. Das Filmstudio Columbia Pictures ersetzte ihn durch Charles Vidor und nur Vertragsklauseln bewahrten den Namen des Filmemachers im Abspann.
Nach dem Ende seiner Filmkarriere kehrte James Whale 1944 an den Broadway zurück, wo er für das Playhouse Theater das Stück Hand in Glove inszenierte. 1949 nahm er ein letztes Mal auf dem Regiestuhl Platz und drehte den 41-minütigen Kurzfilm Hello Out There, der von dem US-Amerikaner Huntington Hartford produziert wurde, um seine damalige Ehefrau, die Schauspielerin Marjorie Steele, bekannter zu machen. Hartford war jedoch unzufrieden mit dem Ergebnis und Hello Out There, für 41.000 US-Dollar an einem einzigen Set in den KTTV Studios in Los Angeles erstellt, wurde nicht wie geplant in einem Anthologiefilm des Filmstudios RKO ausgestrahlt. Whales letzte Arbeit als Theaterregisseur war die Produktion des Stückes Pagan in the Parlour am Pasadena Playhouse. Das Stück wurde kurzzeitig auch in England aufgeführt.
In seinen letzten Lebensjahren hatte James Whale nach einem Schlaganfall zunehmend Probleme mit seinem Gedächtnis. Den ehemals gefeierten Filmregisseur hatten stets Gerüchte um Homosexualität begleitet. Er lebte tatsächlich offen mit seinem Lebensgefährten David Lewis, einem US-amerikanischen Filmproduzenten, zusammen. Whale litt unter Einsamkeit und Depressionen und ertrank am 29. Mai 1957 im Alter von 67 Jahren in seinem Swimmingpool in Santa Monica. Die Umstände seines Todes blieben mysteriös, bis sein Lebensgefährte, David Lewis, Jahre später die Gerüchte um einen Selbstmord bestätigte. Lewis hatte Whale tot aufgefunden, sowie eine Abschiedsnotiz gefunden, die erstmals 1982 in der Biographie James Curtis’ abgedruckt wurde. Sie lautete „The future is just old age and illness and pain.... I must have peace and this is the only way.“.

## Rezeption

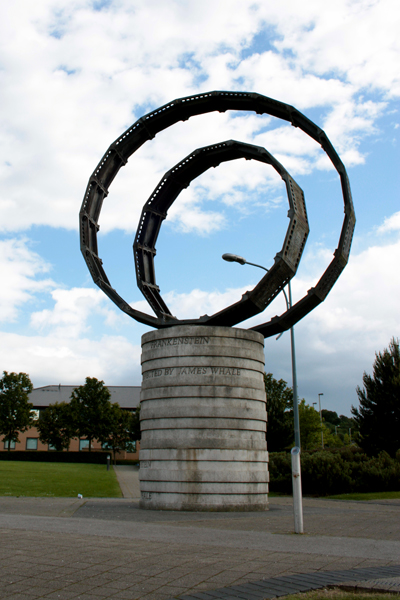
Gedenkstatue für James Whale in seiner Heimatstadt Dudley

1997 wurde die letzte Lebensphase James Whales auf der Basis des Romans Father of Frankenstein von Christopher Bram verfilmt. In der Hauptrolle des Dramas Gods and Monsters von Bill Condon agierte der Film- und Theaterschauspieler Ian McKellen als Whale und wurde im Jahr 1999 für den Oscar und den Golden Globe als bester Hauptdarsteller nominiert.
Im Jahr 2002 wurde in James Whales Geburtsort eine Gedenkstatue in Form einer Filmrolle vor einem neuen Multiplex-Kino errichtet.

## Filmografie
- 1929: Der Held des Tages (The Love Doctor) (als Regisseur der Dialoge)
- 1930: Hell’s Angels (als Regisseur der Dialoge)
- 1930: Journey’s End
- 1931: Waterloo Bridge
- 1931: Frankenstein
- 1932: The Impatient Maiden
- 1932: Das Haus des Grauens (The Old Dark House)
- 1933: The Kiss Before the Mirror
- 1933: Der Unsichtbare (The Invisible Man)
- 1933: Bei Kerzenlicht (By Candlelight)
- 1934: One More River
- 1935: Frankensteins Braut (Bride of Frankenstein)
- 1935: Was geschah gestern? (Remember Last Night?)
- 1936: You May Be Next! (Story, unter dem Pseudonym Henry Wales)
- 1936: Show Boat
- 1937: The Road Back
- 1937: The Great Garrick
- 1938: Sinners in Paradise
- 1938: Wives Under Suspicion
- 1938: Port of Seven Seas
- 1939: Der Mann mit der eisernen Maske (The Man in the Iron Mask)
- 1940: Die grüne Hölle (Green Hell)
- 1941: They Dare Not Love
- 1949: Hello Out There (Kurzfilm)

## Auszeichnungen
Filmfestspiele von Venedig
- 1934: Spezielle Empfehlung für Der Unsichtbare
- 1936: nominiert für den Mussolini-Pokal für Show Boat